# Spetstechnoexport
A Empresa SpetsTechnoExport (STE) é uma empresa estatal ucraniana de comércio exterior que faz uma contribuição significativa para o desenvolvimento do complexo industrial de defesa e das indústrias estratégicas.
A empresa foi fundada pelo Conselho de Ministros da Ucrânia em 1998 e faz parte do Consórcio Estatal "Ukroboronprom".
A empresa é especializada nas atividades de exportação e importação de bens e serviços da indústria de defesa, no desenvolvimento de inovações, estabelecimento de cooperação técnica e de defesa com países parceiros e empresas estrangeiras.
A Empresa STE representa os fabricantes da indústria de defesa ucraniana no exterior: cerca de 100 empresas estatais e 70 fabricantes privados, 35 centros de pesquisa e 30 escritórios de desenho.

## Status da empresa
A Companhia STE é uma empresa autossuficiente. A atividade económica externa da empresa baseia-se nos princípios da autossuficiência e autofinanciamento e é desenvolvida de acordo com a legislação da Ucrânia.
A Companhia SpetsTechnoExport (STE) possui todas as licenças e autorizações do Governo da Ucrânia, necessárias para a exportação de produtos militares e de dupla utilização, e suas atividades são regidas por acordos internacionais e obrigações interestaduais de controle de exportação de armas.

## Novas dimensões
Desde 2014, a empresa vem modernizando veículos blindados de estilo soviético. 
A SpetsTechnoExport produziu drones militares ucranianos. Em 2015 a “SpetsTechnoExport” apresentou ao Presidente da Ucrânia 5 modelos de sistemas de drones produzidos internamente - «Patriot RV010», «Observer-S», «A1 With Fury», «Columba» e «Sparrow». A empresa também foi a primeira a obter licença para importar equipamento militar dos EUA para a Ucrânia. 

## Missão
- Reforçar a credibilidade da Ucrânia no exterior como país de elevado potencial tecnológico.
- Melhorar a qualidade das armas do exército ucraniano.
- Aumento dos investimentos na criação de novas amostras de armas e equipamento militar na Ucrânia.